# Abaújszántó
Abaújszántó (hongrois : Abaújszántó [ˈɒbɒuːjsaːntoː] ; slovaque : (Abovský) Santov) est une localité hongroise située dans le comitat de Borsod-Abaúj-Zemplén. Elle se situe dans les monts Zemplén et dans la région viticole de Tokaj-Hegyalja.

## Nom et attributs

### Toponymie
Trois hypothèses ont été émises quant à l'origine du nom de la ville. La première, la plus logique voudrait que le nom fasse référence aux travaux des champs. En effet, Szántó veut dire en hongrois « laboureur » et le sol aux alentours de la ville est très propice à l'agriculture. Ensuite, selon une autre, c'est le roi Samuel Aba de Hongrie qui aurait appelé la localité ainsi, en références aux terres qu'il possédait dans le comitat voisin de Heves. Enfin, selon une dernière hypothèse, il y avait un grand lac à l'emplacement actuel de la ville. Des creux et des restes de boues retrouvés à différents endroits peuvent soutenir cette supposition. Les anciennes populations lui conféraient des vertus guérissantes et l'auraient ainsi appelé « lac Saint » (Szent-tó ou anciennement Zamp-tó). Un rapprochement a donc été fait par les spécialistes avec Zamptó qui signifiait Szántó à l'époque Árpád.[réf. souhaitée]
Le nom de la ville a connu différentes orthographes au fil du temps : Zamthou en 1275, Zamthon, Zamthow, Zamtox, Felzanton, Felzantow, Nogzanto, Nogzantox, Kethzánton, Ketzantox au Moyen Âge; Zantho en 1459 puis Szántó à partir de 1505.

## Site et localisation

### Topographie et hydrographie
Abaújszántó se trouve à 46 kilomètres au nord-est de Miskolc, dans le Massif du nord, plus précisément entre les monts Zemplén et le Cserehát, sur la rive droite du Hernád. Deux rivières traversent la ville : la Szerencs-patak et l'Aranyos-patak.

## Patrimoine naturel
Sur le plan phytogéographique, Abaújszántó appartient au district floral de Tokaj (Tokajense), qui fait partie de la région floristique des montagnes du nord au sein de la province floristique pannonienne (Pannonicum).
Le Sátor-hegy constitue l'un des derniers refuges de la végétation originelle de la steppe boisée pannonienne, qui y subsiste encore sur une superficie relativement importante. Les milieux les plus remarquables sont les forêts de chêne pubescent, alternant avec des boisements karstiques de type méditerranéen et des pentes steppiques.
La montagne abrite de nombreuses espèces végétales rares et protégées, notamment plusieurs espèces de cheveux d'ange : Stipa pennata, Stipa pulcherrima, Stipa dasyphylla et Stipa capillata. On y trouve également l'Œillet de Hongrie (Dianthus pontederae), l'Anémone pulsatille (Pulsatilla montana), ainsi que différentes espèces de coucourelle.
La vallée d'Aranyos est une zone riche en biodiversité, abritant plusieurs habitats remarquables tels que des forêts de ravin, des forêts alluviales de type aulnaie marécageuse, des prairies steppiques et des pelouses rocheuses. Cette diversité écologique permet la présence de nombreuses espèces protégées, dont la Dryoptéride à crêtes (Dryopteris cristata), le Daphné camélée (Daphne mezereum), le cheveu d'ange (Stipa pennata) et le Lis martagon (Lilium martagon).
La vallée constitue également un refuge pour plusieurs espèces de mammifères dont quinze espèces protégées et une espèce strictement protégée. Parmi les espèces remarquables, on note la présence du Lynx boréal (Lynx lynx), du Loup gris (Canis lupus) et du Chat sauvage d'Europe (Felis silvestris).
La faune herpétologique est également notable avec des populations abondantes de Triton des Alpes (Ichthyosaura alpestris) et de Vipère péliade (Vipera berus).
Sur le plan ornithologique, la vallée et ses environs sont d'une importance nationale et européenne. Dix-neuf espèces d'oiseaux sont strictement protégées, et dix espèces y nichent régulièrement.

## Histoire
Des objets en bronze ont été retrouvés dans les collines viticoles des alentours, notamment sur les hauteurs de Felső-Győr, Középső-Győr et Középső-Gyertyámos, attestant une occupation humaine dès la préhistoire. La localité est habitée par les Magyars depuis la conquête du bassin des Carpates.
Abaújszántó est un important centre viticole, mentionné pour la première fois en 1275 sous le nom de Zamthou. Ses vignobles sont déjà documentés à cette époque, bien que l'essor de la viticulture soit attribué à l'arrivée d'immigrants italiens sous le règne de Charles Robert de Hongrie.
Au XIVe siècle, la localité devient une bourgade et en 1459, elle est donnée en gage à la famille Szapolyai comme dépendance du château de Tokaj. La famille annexe Abaújszántó, ainsi que Tállya et Rátka, au domaine de Regéc, liant ainsi son histoire à celle de cette seigneurie. À cette époque, la localité devient une importante bourgade et se hisse au rang de troisième ville la plus peuplée du comitat d'Abaúj-Torna, après Kassa et Gönc. Elle est également une étape essentielle de la route commerciale longeant le Hernád.
Après la mort de Jean Szapolyai en 1540, la ville passe successivement aux mains de Gáspár Serédy, puis en 1543 à la famille Alaghy. En 1590, elle est intégrée au domaine des Rákóczi, avant de revenir en 1591 à Menyhért Alaghy. À sa mort en 1631, trois grandes familles nobles revendiquent la seigneurie : les Esterházy, les Pázmány et les Rákóczi. En 1634, elle devient la propriété du palatin Miklós Esterházy, qui la transmet à son fils Ferenc Esterházy, avant de la vendre aux Rákóczi en 1647.
Après la guerre d'indépendance de Rákóczi en 1711, le domaine revient au prince Trautson, puis en 1781 à la Chambre royale hongroise. En 1808, il devient la propriété de la famille Bretzenheim.
Abaújszántó conserve son statut de bourgade pendant plus de 600 ans avant de devenir une grande-commune lors de la réorganisation administrative de 1871, qui entraîne la suppression du rang de bourgade en Hongrie. Cependant, la localité continue d'utiliser ce titre de manière informelle pendant un certain temps. À la fin du XIXe siècle, elle est la deuxième ville la plus peuplée du comitat après Kassa. Dès 1904, elle bénéficie d'un éclairage public.
La localité est le siège du district de Gönc jusqu'en 1921, puis celui du district d'Abaújszántó jusqu'en 1962. Après le Traité de Trianon et la réorganisation territoriale suivant la Seconde Guerre mondiale, Abaújszántó est rattachée au comitat de Borsod-Abaúj-Zemplén.
En 1944, environ 200 familles juives vivant à Abaújszántó sont déportées et assassinées lors de la Shoah en Hongrie.
En 2004, la ville retrouve officiellement son rang de ville.

## Population

### Tendances démographiques
| 1808  | 1828  | 1840  | 1851  | 1857  | 1869  | 1881  | 1891  | 1900  | 1910  |
| ----- | ----- | ----- | ----- | ----- | ----- | ----- | ----- | ----- | ----- |
| 4 378 | 4 468 | 3 795 | 4 467 | 4 041 | 4 378 | 4 279 | 4 156 | 4 379 | 4 698 |

| 1920  | 1930  | 1940  | 1949  | 1960  | 1970  | 1983  | 1990  | 2001  | 2010  |
| ----- | ----- | ----- | ----- | ----- | ----- | ----- | ----- | ----- | ----- |
| 4 816 | 4 743 | 4 903 | 4 567 | 4 586 | 4 209 | 3 647 | 3 565 | 3 433 | 3 123 |

### Minorités culturelles et religieuses
Selon le recensement de 2011, la population d'Abaújszántó était composée à 94,7 % de Hongrois, 6,3 % de Roms, 0,9 % d'Ukrainiens, 0,5 % d'Allemands, 0,1 % de Roumains et 0,1 % d'autres nationalités étrangères.
En 2022, la composition ethnique a légèrement évolué : 89,8 % de la population s'identifiait comme Hongrois, 4,4 % comme Roms, 0,2 % comme Allemands, tandis que les Polonais et les Slovaques représentaient chacun 0,1 %. Environ 1,5 % de la population déclarait appartenir à une autre nationalité étrangère. Par ailleurs, 9,9 % des habitants n'ont pas répondu à cette question. En raison des identités multiples, le total des pourcentages peut dépasser 100 %.
Selon le recensement de 2011, la population d'Abaújszántó se répartissait de la manière suivante en fonction de l'appartenance religieuse : 51,9 % étaient catholiques romains, 24,6 % réformés, 7,6 % grecs-catholiques et 0,5 % luthériens, tandis que 1,2 % déclaraient appartenir à une autre confession. Le reste de la population ne se réclamait d'aucune religion ou n'avait pas répondu.
En 2022, les données du recensement montrent une évolution des affiliations religieuses : la proportion de catholiques romains est descendue à 37,5 %, celle des réformés à 18,9 %, tandis que les grecs-catholiques représentaient 6,5 % et les luthériens 0,3 %. Un 0,6 % de la population se déclarait d'une autre confession chrétienne, 3,1 % se déclaraient sans religion, tandis que 32,8 % des habitants n'ont pas répondu à cette question.

## Équipements

### Éducation
Outre une école maternelle, on trouve l'école primaire Péter Ilosvai Selymes, ouverte au XXe siècle ainsi que l'école secondaire d'Agriculture fonctionnant depuis les années 1930.

### Santé et sécurité
Quatre cabinets médicaux ainsi qu'un cabinet dentaire ont ouvert à Abaújszántó.

### Réseaux extra-urbains
|             | Abaújkér     | Abaújalpár |
| Pere        | Abaújszántó  | Erdőbénye  |
| Felsődobsza | Golop Tállya |            |

La ville d'Abaújszántó est accessible par la route principale 3 depuis Encs ainsi que la route principale 37 qui relie Szerencs à Gönc. Plusieurs petites routes permettent également d'accéder à Abaújszántó depuis les communes alentour.
La société Borsod Volán assure les liaisons routières entre les localités du comitat.
La ligne de chemin de fer MÁV no 98 circulant entre Szerencs et Hidasnémeti dessert la ville via deux gares : Abaújszántói fürdő et Abaújszántó.

## Patrimoine local
Abaújszántó possède un riche patrimoine architectural, comprenant des édifices religieux, des bâtiments historiques et des sites liés à son histoire viticole.
L'église catholique Notre-Dame-de-l'Annonciation, construite aux XIVe-XVe siècles dans un style gothique, a été rénovée en 1804 dans un style baroque sous la direction d'Ignatz Franz. Son tabernacle gothique tardif est orné d'une tour finement ciselée, tandis que son autel principal, d'inspiration néogothique, date d'une rénovation ultérieure. Située à proximité, la statue de saint Étienne, premier roi de Hongrie, a été réalisée en 2003 par Ottó Frech. Initialement prévue comme une sculpture monumentale en pied, elle a dû être réduite en raison du vol d'une partie du bois destiné à sa fabrication.
L'église catholique grecque, bâtie en 1792 dans un style baroque tardif, se distingue par son iconostase de style copf réalisée en 1811 et ses peintures signées József Miklóssy en 1830. L'église réformée, édifiée en 1752 dans un style baroque, a été reconstruite en 1865. L'église évangélique, quant à elle, date de 1798-1799 et présente un style copf typique de cette époque.
Parmi les bâtiments civils notables, on trouve le palais Patay, construit vers 1820 dans un style classique par la famille Patay, situé dans le quartier de Cekeháza. Longtemps laissé à l'abandon, il a fait l'objet d'une restauration à partir de 2021. La maison au no 73 de la rue Rákóczi, datant du XIXe siècle, est un exemple de l'architecture baroque vernaculaire de la région. L'ancienne synagogue, édifiée en 1896, témoigne de la présence historique d'une communauté juive dans la ville.
Le musée local est installé dans la Maison Ulánus, un édifice du XVIIIe siècle rénové dans les années 1820-1830 dans un style classique. Ce musée présente l'histoire de la commune et met en avant le passé artisanal et industriel de l'ancienne bourgade. L'exposition retrace notamment l'importance de la production artisanale dans la région.
Abaújszántó est également connue pour son patrimoine viticole, intégré à la région classée au patrimoine mondial de l'UNESCO du Tokaj-Hegyalja. La ville compte environ 420 caves, réparties en plusieurs ensembles distincts. L'un des groupes de caves est visible depuis la route principale en venant de Tállya, tandis qu'un autre se situe le long de la rue István Dobó. Le plus vaste réseau s'étend sur 1 600 mètres et dispose de plusieurs issues.
La ville possédait autrefois un spa thermal, construit au-dessus d'une source thermale, dont le bassin était alimenté par une eau de source assurant son renouvellement. Aujourd'hui, l'ensemble est en ruines. À proximité se trouve le sentier pédagogique de la source Köszvényes. Ce lieu est entouré de nombreuses légendes et croyances populaires.
Enfin, plusieurs éléments du patrimoine vernaculaire subsistent, comme l'ancien lycée agricole, construit dans les années 1930 selon l'architecture des peuples du Nord, ainsi que plusieurs croix en bois sculpté, dont une sur le Sátor-hegy. La ville possède également un kopjafa, une stèle en bois traditionnelle hongroise. Outre les monuments mentionnés, une quarantaine de bâtiments sont placés sous protection municipale.

## Vie sportive
La ville possède un club de football qui évolue à l'échelon départemental.

## Cultes

### L'Église catholique romaine
Abaújszántó relève de l'archidiocèse d'Eger et appartient au doyenné de Gönc au sein de l'archiprêtré d'Abaúj-Zemplén. La localité constitue une paroisse autonome, dont l'église paroissiale est placée sous le vocable de Notre-Dame-de-l'Annonciation. Les registres paroissiaux catholiques sont tenus depuis 1735.

### L'Église grecque-catholique
La communauté grecque-catholique d'Abaújszántó appartient à l'éparchie de Miskolc, dans le doyenné d'Abaújszántó. La paroisse a été fondée en 1791, année depuis laquelle les registres paroissiaux sont conservés. L'église locale est dédiée à l'Ascension du Christ. Abaújkér, Golop et Tállya, où vivent également des fidèles grecs-catholiques, sont rattachées à cette paroisse en tant que filiales.

### L'Église réformée
La communauté réformée d'Abaújszántó fait partie de l'Église réformée de Hongrie, au sein du district ecclésiastique de Hongrie du Nord, dans le doyenné réformé d'Abaúj. Il s'agit d'une paroisse indépendante.

### L'Église évangélique
Les fidèles luthériens d'Abaújszántó relèvent de l'Église évangélique de Hongrie, dans le district ecclésiastique de Hongrie du Nord. La paroisse locale est intégrée à l'Église évangélique de la mission de Tállya-Abaújszántó-Tokaj-Sátoraljaújhely, qui regroupe plusieurs localités de la région.

## Personnalités liées à la localité
- Kálmán Kalocsay (1891-1976), médecin infectiologue, poète et traducteur hongrois ;
- Mihály Farkas (1904-1965), homme politique communiste et ancien ministre de la Défense.